# Сімоніантхеві
Сімоніантхеві (груз. სიმონიანთხევი) — село в Грузії.
За даними перепису населення 2014 року в селі проживає 258 осіб.